# Músculo levantador do lábio superior
O músculo levantador do lábio superior é um músculo da boca.